# Diego Ribera
Diego Ribera Ramírez (Riba-roja de Túria, 19 febbraio 1977) è un allenatore di calcio ed ex calciatore spagnolo, di ruolo attaccante.